# Martot
Martot is een gemeente in het Franse departement Eure (regio Normandië) en telt 506 inwoners (2005). De plaats maakt deel uit van het arrondissement Les Andelys.

## Geografie
De oppervlakte van Martot bedraagt 8,4 km², de bevolkingsdichtheid is 60,2 inwoners per km².
De onderstaande kaart toont de ligging van Martot met de belangrijkste infrastructuur en aangrenzende gemeenten.

## Demografie
Onderstaande figuur toont het verloop van het inwonertal (bron: INSEE-tellingen).